# Myospila novaehebudae
Myospila novaehebudae este o specie de muște din genul Myospila, familia Muscidae, descrisă de John Richard Vockeroth în anul 1972.
Este endemică în Vanuatu. Conform Catalogue of Life specia Myospila novaehebudae nu are subspecii cunoscute.